# ميك بريندرغاست
ميك بريندرغاست (بالإنجليزية: Mick Prendergast)‏ هو لاعب كرة قدم بريطاني في مركز الهجوم، ولد في 24 نوفمبر 1950 في Denaby Main ‏ في المملكة المتحدة، وتوفي في 29 أبريل 2010 في Mexborough ‏ في المملكة المتحدة. لعب مع دنابي يونايتد وشيفيلد وينزداي ونادي بارنسلي.